# Jeremy Narby
Jeremy Narby (nacido en 1959 en Montreal, Quebec) es un antropólogo y autor canadiense.
En sus libros, Narby examina el chamanismo, la biología molecular y el conocimiento de los chamanes sobre botánica y biología mediante el uso de enteógenos en muchas culturas.

## Biografía
Narby nació en 1959 y creció en Montreal, Quebec y Suiza. Estudió historia en la Universidad de Kent en Canterbury.
Tiene un doctorado en antropología de la Universidad de Stanford y pasó un tiempo en la Amazonía peruana realizando su investigación de doctorado a partir de 1984. Durante esos años viviendo con los asháninca, Narby catalogó los usos indígenas de los recursos de la selva tropical para ayudar a combatir la destrucción ecológica.

## Trayectoria
Narby ha escrito y editado cinco libros, además de patrocinar una expedición a la selva tropical para que biólogos y otros científicos examinen los sistemas de conocimiento indígenas y la utilidad de la ayahuasca para adquirir conocimientos. El documental resultante fue Night of the Liana.
Desde 1989, Narby trabaja como director de proyectos amazónicos para la organización no gubernamental suiza Nouvelle Planète.
Narby y tres biólogos moleculares aparecen en el documental Night of the Liana que los documenta visitando la Amazonía peruana para probar la hipótesis presentada en Inteligencia en la naturaleza.

## Libros

### La serpiente cósmica
El libro La serpiente cósmica el adn y los orígenes del saber, publicado en 1998, documenta el tiempo de Narby investigando, como parte de sus estudios de doctorado que iniciaron en 1984 en el Valle Pichis de la Amazonía peruana, la ecología de los asháninca, un pueblo indígena en Perú. El libro argumenta que la comprensión científica moderna del ADN ha sido conocida por los pueblos indígenas durante miles de años y aprendida por los chamanes a través de los rituales.
Narby también documenta su propia ingestión de ayahuasca y afirma que los chamanes pueden acceder a información a nivel molecular a través de la ingestión de ayahuasca y otros enteógenos. Él escribe que su propia ingestión de ayahuasca fue seguida por alucinaciones y visiones de dos serpientes, que él asocia con el ADN. El libro documenta numerosos pueblos indígenas que incorporan imágenes de serpientes en su documentación de las historias de la creación humana, específicamente pueblos de la Amazonía, México, Australia, Persia, Sumer, Egipto, India, el Pacífico, Grecia, Creta y Escandinavia.